# I’m the Man (Anthrax-Lied)
I’m the Man ist ein Song der amerikanischen Thrash-Metal-Band Anthrax. Er wurde zunächst als B-Seite der Anfang 1987 erschienenen Single I Am the Law veröffentlicht. Im Herbst 1987 wurde das Lied als EP erneut veröffentlicht. Es gilt als der erste bis dahin veröffentlichte Song, der Metal mit Rap verband.

## Wissenswertes
Das Lied ist eine Gemeinschaftskomposition aller Bandmitglieder. Zu dem eigentlich als Spaß gedachten Stück wurde die Band von den Beastie Boys inspiriert. Ursprünglich wurde es lediglich zur Verwendung als B-Seite der Single I Am the Law aufgenommen. Es erschien der Band zu riskant, das Stück eigenständig zu veröffentlichen. Der Song wurde während der 1987er Tournee zum gerade erschienenen dritten Album Among the Living als Running Gag aufgeführt, dabei spielte Sänger Joey Belladonna Schlagzeug und die anderen Bandmitglieder führten den Rapgesang aus. Später unterbrach die Band die Tournee, um in der Besetzung Joey Belladonna (Gesang), Dan Spitz (Gitarre), Scott Ian (Gitarre), Frank Bello (Bass) und Charlie Benante (Schlagzeug) das Lied in zwei Versionen neu aufzunehmen. Als Koproduzent fungierte Eddie Kramer. Im Jahr 1991 nahm Anthrax eine weitere Version des Liedes auf. Das Lied gehört zum Repertoire der Live-Auftritte der Band.
Bestandteil des Liedes ist ein Sample des Metallica-Songs Master of Puppets. Es ist für den Metal typisch mit Schlagzeug, Bass und Gitarre instrumentiert und enthält einige wenige Scratches. Der Text des Liedes ist humorvoll und selbstironisch.

## Veröffentlichungen
Die Erstveröffentlichung als B-Seite der Single I Am the Law erfolgte im Frühjahr 1987. Später wurde die Entscheidung getroffen, das Lied als Titelsong einer EP zu veröffentlichen. Auf dieser EP war das Lied in einer „Censored Radio Version“ (Zensierte Radioversion), einer „Def Uncensored Version“ (Unzensierte Version) und einer Live-Version enthalten. Ergänzt durch eine Coverversion von Sabbath Bloody Sabbath der englischen Band Black Sabbath sowie zwei weitere Liveaufnahmen (Caught in a Mosh und I Am the Law) erschien die EP im Herbst 1987. Auf dem Plattencover parodieren die Bandmitglieder typische Rapper-Posen in Rapper-Outfit (Jogginganzüge und Turnschuhe von Adidas sowie Baseball caps und Boonie hats) vor einer mit Graffiti besprühten Wand. Die Live-Aufnahmen wurden am 11. Juli 1987 während der Among the Living-Tour im Arcadia Theatre in Dallas, Texas aufgenommen.
Das Lied ist in den verschiedenen Fassungen auf zahlreichen Kompilationen, Livealben und Best-of-Veröffentlichungen der Band enthalten. Im Film Yoga Hosers singt Lily-Rose Depp, die Tochter von Johnny Depp, gemeinsam mit Harley Quinn Smith eine Cover-Version des Songs.

## Erfolge
Die EP I’m the Man stieg im Dezember in die Billboard 200 ein und erreichte dort Platz 53. In Großbritannien stieg die EP im Dezember 1987 bis auf Platz 20 der Singlecharts, in Schweden erreichte sie 1988 Platz 42. In den USA erhielt die EP 1988 Gold- und 1993 Platin-Status. In Kanada erhielt sie 1990 für 50.000 verkaufte Einheiten Goldstatus.